# From Deewee
From Deewee is het vijfde studioalbum van de Belgische electrohousegroep Soulwax. Het album werd uitgebracht op 24 maart 2017, 12 jaar na hun vorige studioalbum Nite Versions (2005) en een jaar na de soundtrack van de film Belgica die niet als werk van Soulwax werd uitgebracht. 

## Productie
Het album werd in een enkele take opgenomen in de Gentse studio van DEEWEE, het platenlabel van de broers Dewaele.

## Ontvangst
Het album kreeg overwegend positieve reacties, en werd beschreven als een verrassend en vernieuwend album. Eind 2017 werd het duo genomineerd voor een MIA in de categorie Beste artwork en Beste album. De muziekindustrie verkoos het album boven dat van Coely en Oscar and the Wolf, in de laatstgenoemde categorie waardoor het duo zijn eerste MIA mee naar huis nam.

## Tracklist
| 1.                 | Preset Tense                              | 1:31 |
| 2.                 | Masterplanned                             | 4:07 |
| 3.                 | Missing Wires                             | 4:48 |
| 4.                 | Conditions of a Shared Belief             | 3:12 |
| 5.                 | Is It Always Binary                       | 3:29 |
| 6.                 | Do You Want to Get Into Trouble?          | 4:26 |
| 7.                 | My Tired Eyes                             | 4:17 |
| 8.                 | Transient Program for Drums and Machinery | 6:23 |
| 9.                 | Trespassers                               | 4:04 |
| 10.                | The Singer Has Become a Deejay            | 3:21 |
| 11.                | Here Come the Men in Suits                | 5:10 |
| 12.                | Goodnight Transmission                    | 4:07 |
| Totale duur: 49:05 |                                           |      |